# Sumuru regina di Femina
Sumuru regina di Femina (Die sieben Männer der Sumuru) è un film del 1969 diretto da Jesús Franco.
Il film, coprodotto da Germania Ovest, Spagna e Stati Uniti, si basa sul personaggio di Sumuru creato da Sax Rohmer ed è il sequel del film Le labbra proibite di Sumuru (The Million Eyes of Sumuru) del 1967.

## Trama
L'agente segreto Jeff Sutton arriva a Rio con 10 milioni di dollari e si ritrova coinvolto in una guerra tra Sir Masius, un mafioso britannico, e la megalomane Sumuru che ha riunito nella sua città segreta, "Femina" un esercito di donne con cui vuole conquistare il mondo.  Masius, sperando di trovare Femina e rubare le ricchezze di Sumuru, cerca di usare Sutton come sua pedina.  Alla fine, Sutton guida uno squadrone di elicotteri in un attacco a Femina.  Sumuru quando capisce di essere sconfitta, sceglie di distruggere Femina piuttosto che lasciare che Masius abbia la sua ricchezza.  Sutton riesce a malapena a uscire da Femina prima che si autodistrugga, presumibilmente uccidendo sia Sumuru che Masius.  Tuttavia, il film si conclude con Sumuru a bordo di una nave in partenza da Rio, accompagnata da un folto gruppo delle sue seguaci.